# Екоикономика
Целта на екоикономиката е да се обърне внимание на зависимостта между икономиката и природните екосистеми в течение на времето и пространството. Тя се отличава от икономиката на околната среда, която представлява основен икономически анализ на околната среда по третирането на икономиката като подсистема на екосистемата и по акцента си върху опазването на природните ресурси. Проучване на германски икономисти показва, че екоикономиката и икономиката на околната среда са съвсем различни поддисциплини на икономическата наука, като основната разлика се намира в това, че екоикономистите смятат природните ресурси за не заменяеми с такива създадени от човека.
Екоикономиката е създаден като модерно движение в резултат от взаимната работа между различните европейски и американски учени (виж раздела за историята и развитието по-долу), а наименованието „зелена икономика“ е всъщност политическата форма на предмета екоикономика.
Според екоикономиста Малте Фабер екоикономиката се определя от своя фокус върху природата, справедливостта, и времето. Въпросите свързани с равенството между поколенията, необратимостта на промените в околната среда и несигурността на дългосрочните резултати са предмет на екоикомически анализ и оценка. Екоикономиката споделя много от вижданията си с феминистката икономика като фокуса върху устойчивостта и природата.

## История и развитие
Ранен интерес към екологията и икономиката се открива още през 1940-те години в работата на К. Уилям Kapp и Карл Полани и след това през 1960 в работата на Кенет Боудинг и Херман Дали. Въпреки това първите организирани срещи със съвременни екоикономисти се осъществяват едва през 80-те години на 20 век. Те започнат през 1982 г., по инициатива на Лоис Банер със събрание, проведено в Швеция (включващо Робърт Костанца, Херман Дали, Чарлес Хал, Брус Ханън, Х.Т. Одом и Дейвид Пиментел). Повечето биват еколози на екосистемите или еколози на околната среда, с изключение на Дали. През 1987 г., Дали и Костанца редактират въпрос за екологичното моделиране. По-късно същата година е публикувана книгата „Екоикономика“ /"Ecological Economics"/ на Джулиан Мартинез-Алиер. През 1989 е основавано „Международното дружество за екоикономика“. Тогава започва и публикуването на неговия вестник „Екоикономика“ от Елсевиер. Робърт Костанца бива първият президент на обществото и първи главен редактор на вестника, който към момента е под редакция на Ричард Хауарт.
Европейските концептуални основатели включват Никола Джорджеску-Роеген (1971 г.), К. Уилям Kapp (1950 г.) и Карл Полани (1944). Някои основни понятия от съвременната екоикономика присъстват още в книгата „Малкото е красиво- Изследване на екоикономиката, сякаш хората имат значение“ /"Small Is Beautiful – A Study of Economics as if People Mattered"/ на Е.Ф. Шумахер, която е публикувана само няколко години преди първото изчерпателно и убедително издание на Херман Дали „Steady-State Economy“ (1977). Принос в науката имат и еколозите Ц.С. Холинг, Х.Т Одом и Робърт Костанца, биолозите Гретхен Даили и физика Робърт Айрес. Дейвид Харви професор по география изрично добавя екологични опасения към политическата икономическа литература. Това паралелно развитие в политическата икономика е продължено от анализатори като социолога Джон Белами Фостър.
Историята на екоикономиката може да бъде проследена до романтиците на 19 век както и до някои просвещенски политическите икономисти от тази епоха. Загрижеността относно населението бива изразена от Томас Малтус докато Джон Стюарт Мил смята, че „неподвижно състояние“ на една икономика е желателно. Това изпреварва по-късните прозрения на съвременните екоикономисти, без техния опит със социалните и екологичните последствия от индустриалната експанзия, последвала Втората световна война. Подобни изследвания на тези публикувани в книгата на Мартинез-Алиер, свързани с енергията в икономическите системи могат да бъдат намерени също в 19 век при нобеловия лауреат и химик Фредерик Соди (1877 – 1956). Соди критикува преобладаващото вярване, че икономиката е вечен двигател, способен да генерира безкрайно богатство-критика повторено от неговите интелектуални наследници в областта на екоикономиката.
Румънският икономист Никълъс Джорджеску-Роеген(1906 – 1994), който е бил сред учителите на Дали в университета Вандербилт предоставя на съвременните екоикономисти модерна концепция въз основа на материалните и енергийни потоци на икономическото производство и потребление. Неговата „Магнум опус, закон за ентропията и икономическия процес“ /"Мagnum opus, The Entropy Law and the Economic Process/ (1971 г.) е от голяма значимост и до днес.
Трудовете на Инге Рьопке (2004, 2005) и Клив Спаш (1999 г.) обхващат създаването и развитието на екоикономиката и обясняват различията ѝ от икономиката на околната среда, както и някои от противоречията между американските и европейските школи. Статия на Робърт Костанца, Дейвид Стърн, Хастар Той и Чунбо Ма се опитва да отговори на призива на Мик Чести за определяне на фундаменталната литературата, която е оказала влияние върху сформирането на екоикономиката, чрез използване на цитати от най-силно застъпените книги и статии в развитието на областта. В процеса цитатите се оказват спорни и тяхната работа е критикуван от Клив Спащ за опит за предварително определяне на това, което се разглежда като влиятелно в екоикономиката чрез проучване и манипулиране на данните. Като резултат списание „Екоикономика“ е обвинено в неточност и смесване на екоикономиката с обикновената икономиката.